# شهرستان وستین
ناحیهٔ وستین (به لاتین: Vsetín District) یک ناحیه در جمهوری چک است که در منطقه زلین واقع شده‌است. ناحیهٔ وستین ۱٬۱۴۲٫۸۷ کیلومتر مربع مساحت و ۱۴۵٬۰۴۷ نفر جمعیت دارد.